# 格林達維克足球俱樂部
格林達維克足球俱樂部是冰島格林达维克青年体育会下的男子足球队，主場位於格林達維克。球隊參加冰島足球甲級聯賽的賽事。

## 外部連結
- 官方网站  （冰岛语）